# Prosoparia rugosa
Prosoparia rugosa är en fjärilsart som beskrevs av Dyar 1914. Prosoparia rugosa ingår i släktet Prosoparia och familjen nattflyn. Inga underarter finns listade i Catalogue of Life.